# Julianne Nicholson

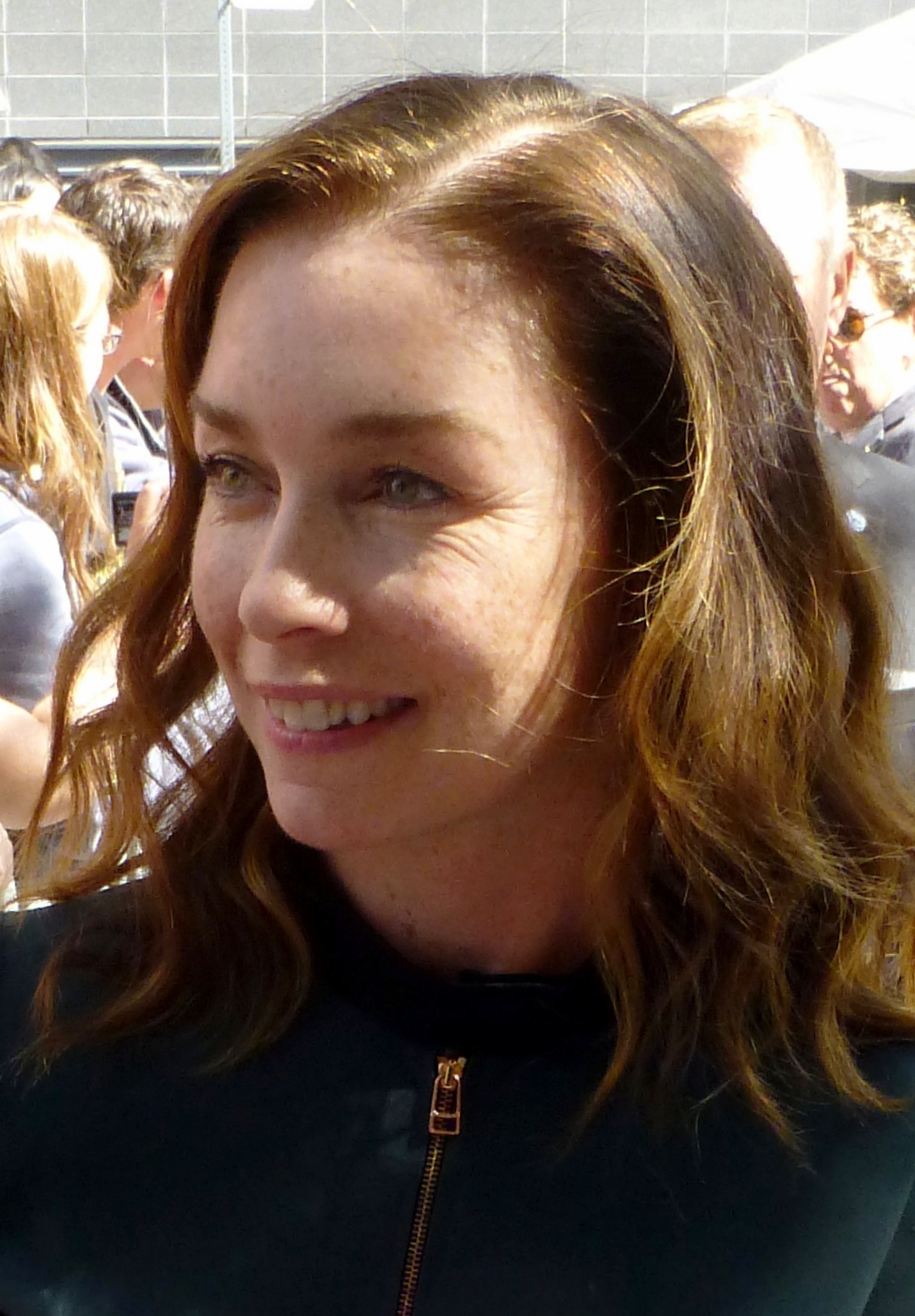
Julianne Nicholson beim Toronto International Film Festival 2015

Julianne Nicholson (* 1. Juli 1971 in Medford, Massachusetts) ist eine US-amerikanische Schauspielerin.

## Leben und Leistungen
Nicholson arbeitete zeitweise in New York City als Fotomodell. Sie debütierte im Mystery-Kriminalfilm Long Time Since (1997), in dem sie neben Paulina Porizkova spielte.
Nicholson war in den Jahren 2001 bis 2002 in der Fernsehserie Ally McBeal zu sehen. Für ihre Nebenrolle im Filmdrama Tully (2000) wurde sie im Jahr 2003 für den Independent Spirit Award nominiert. Für ihre Hauptrolle in der Komödie Lust auf Seitensprünge (2004) gewann sie 2004 den Film Discovery Jury Award des U.S. Comedy Arts Festivals. In der Komödie Die Ex-Freundinnen meines Freundes (2004) spielte sie die Rolle von Joyce, der ehemaligen Freundin von Derek (Ron Livingston), die sich mit seiner aktuellen Freundin Stacy (Brittany Murphy) anfreundet, ohne von der Beziehung zu wissen.
2006 spielte Nicholson in der Krimiserie Conviction die Hauptrolle der Christina Finn, die Serie kam auf eine Staffel mit 13 Folgen. Ab 2006 war Nicholson in der Hauptrolle der Megan Wheeler von der sechsten bis zur achten Staffel in der Krimiserie Criminal Intent – Verbrechen im Visier zu sehen. In der  HBO-Serie Boardwalk Empire spielte Nicholson die Esther Randolph. Seit 2013 hat sie die Nebenrolle der Dr. Lillian DePaul in der Showtime-Serie Masters of Sex inne.
2018 wurde sie in die Academy of Motion Picture Arts and Sciences berufen, die jährlich die Oscars vergibt.
Nicholson heiratete im Jahr 2004 den britischen Schauspieler Jonathan Cake. Sie bekam im September 2007 einen Sohn, im April 2009 eine Tochter.

## Filmografie (Auswahl)
- 1997: Ein ganz normaler Heiliger (Nothing Scared, Fernsehserie, Folge 1x04 Parents and Children)
- 1998: Long Time Since
- 1998: Familiensache (One True Thing)
- 1999: Der Sturm des Jahrhunderts (Stephen King’s Storm of the Century, Miniserie)
- 1999: Untermieter aus dem Jenseits (Curtain Call)
- 1999: Der Liebesbrief (The Love Letter)
- 2000: Tiefe der Sehnsucht (Passion of Mind)
- 2000: Tully
- 2001: Law & Order (Fernsehserie, Folge 11x20)
- 2001–2002: Ally McBeal (Fernsehserie, 13 Folgen)
- 2002: Alle lieben Lucy (I’m with Lucy)
- 2004: Emergency Room – Die Notaufnahme (ER, Fernsehserie, Folgen 10x19–10x20)
- 2004: Lust auf Seitensprünge (Seeing Other People)
- 2004: Die Ex-Freundinnen meines Freundes (Little Black Book)
- 2004: Kinsey – Die Wahrheit über Sex (Kinsey)
- 2005: Her Name Is Carla
- 2006: Weites Wasser (The Water is Wide)
- 2006: Two Weeks – Im Kreise ihrer Lieben (Two Weeks)
- 2006: Conviction (Fernsehserie, 13 Folgen)
- 2006–2009: Criminal Intent – Verbrechen im Visier (Law & Order: Criminal Intent, Fernsehserie, 24 Folgen)
- 2009: Staten Island
- 2011: Royal Pains (Fernsehserie, Folge 2x17)
- 2011–2013: Boardwalk Empire (Fernsehserie, 11 Folgen)
- 2012: Keep the Lights On
- 2012: Good Wife (The Good Wife, Fernsehserie, Folge 3x20–3x21)
- 2012: Covert Affairs (Fernsehserie, Folge 3x03)
- 2013: Im August in Osage County (August: Osage County)
- 2013–2014: Masters of Sex (Fernsehserie, 12 Folgen)
- 2014–2015: The Red Road (Fernsehserie, 12 Folgen)
- 2015: New York Saints (Ten Thousand Saints)
- 2015: Black Mass
- 2016: Eyewitness (Fernsehserie, 10 Folgen)
- 2016: Sophie and the Rising Sun
- 2016: From Nowhere
- 2017: Novitiate
- 2017: I, Tonya
- 2017: Law & Order True Crime (Fernsehserie, 8 Folgen)
- 2017: Who We Are Now
- 2019: Monos – Zwischen Himmel und Hölle (Monos)
- 2019: Initials SG
- 2019: Togo
- 2020: The Outsider (Miniserie)
- 2021: Mare of Easttown (Miniserie)
- 2021: With/In
- 2022: Winning Time: The Rise of the Lakers Dynasty (Fernsehserie, 7 Folgen)
- 2022: Blond (Blonde)
- 2022: Weird: Die Al Yankovic Story (Weird: The Al Yankovic Story)
- 2023: Dream Scenario
- 2023: Janet Planet
- seit 2025: Paradise (Fernsehserie)
- 2025: The Amateur
- 2025: Hacks (Fernsehserie)
- 2025: Dope Girls (Fernsehserie)